# Анна Фіцпатрік
Анна Фіцпатрік (англ. Anna Fitzpatrick; нар. 6 квітня 1989) — колишня британська тенісистка.
Найвищу одиночну позицію світового рейтингу — 318 місце досягла 16 червня 2008, парну — 215 місце — 12 травня 2008 року.
Здобула 3 одиночні та 19 парних титулів.

## Фінали ITF

### Одиночний розряд (3–4)
| Легенда         |
| турніри $25,000 |
| турніри $10,000 |

| Фінали за покриттям |
| Тверде (2–3)        |
| Трава (1–1)         |

| Результат | Дата              | Рівень | Турнір                                 | Покриття   | Суперниця     | Рахунок          |
| --------- | ----------------- | ------ | -------------------------------------- | ---------- | ------------- | ---------------- |
| Перемога  | 1 серпня 2006     | 10,000 | Ілклі, Велика Британія                 | Трава      | Анна Сміт     | 6–4, 6–3         |
| Поразка   | 22 серпня 2006    | 10,000 | Камберленд (графство), Велика Британія | Тверде     | Надя Рома     | 3–6, 3–6         |
| Поразка   | 14 березня 2007   | 10,000 | Сандерленд, Велика Британія            | Тверде (i) | Ґаелль Відмер | 4–6, 1–6         |
| Поразка   | 14 липня 2009     | 10,000 | Фрінтон, Велика Британія               | Трава      | Гезер Вотсон  | 6–4, 4–6, 2–6    |
| Перемога  | 3 листопада 2010  | 10,000 | Сандерленд, Велика Британія            | Тверде (i) | Саманта Мюррі | 6–2, 3–6, 7–5    |
| Поразка   | 10 листопада 2010 | 10,000 | Лафборо, Велика Британія               | Тверде (i) | Лара Мішель   | 2–6, 2–6         |
| Перемога  | 19 січня 2011     | 10,000 | Рексем, Велика Британія                | Тверде (i) | Джейд Віндлі  | 6–7(3), 6–3, 7–5 |

### Парний розряд (19–13)
| Фінали за категорією    |
| турніри $50,000         |
| турніри $25,000 (5–3)   |
| турніри $10,000 (14–10) |

| Фінали за покриттям |
| Тверде (18–10)      |
| Ґрунт (1–1)         |
| Трава (0–2)         |

| Результат | Дата              | Рівень | Турнір                         | Покриття   | Партнерка         | Суперниці                                      | Рахунок              |
| --------- | ----------------- | ------ | ------------------------------ | ---------- | ----------------- | ---------------------------------------------- | -------------------- |
| Поразка   | 2 серпня 2006     | 10,000 | Ілклі, Велика Британія         | Трава      | Джоанна Крейвен   | Деніелл Бравн Елізабет Томас                   | 2–6, 1–6             |
| Поразка   | 14 травня 2007    | 25,000 | Анталія, Туреччина             | Ґрунт      | Ана Веселинович   | Коріна Перковіч Іпек Шенолу                    | 6–1, 1–6, 4–6        |
| Перемога  | 23 липня 2007     | 10,000 | Калгарі, Канада                | Тверде     | Ана Веселинович   | Соледад Есперон Агустіна Лепоре                | 6–4, 6–3             |
| Поразка   | 26 вересня 2007   | 25,000 | Ноттінгем, Велика Британія     | Тверде     | Ана Веселинович   | Емма Лайне Кароліне Мас                        | 3–6, 7–6(4), [6–10]  |
| Перемога  | 19 лютого 2008    | 25,000 | Клірвотер, США                 | Тверде     | Ана Веселинович   | Чжань Цзіньвей Окамото Сейко                   | 6–2, 3–6, [10–6]     |
| Перемога  | 26 лютого 2008    | 25,000 | Форт-Волтон-Біч, США           | Тверде     | Ана Веселинович   | Нікол Тіссен Пауліне Вонг                      | 6–3, 7–6(4)          |
| Перемога  | 29 квітня 2008    | 25,000 | Коацакоалькос, Мексика         | Тверде     | Анна Говкінс      | Марія Ірігоєн Агустіна Лепоре                  | 6–2, 6–2             |
| Поразка   | 20 травня 2008    | 10,000 | Ландісвілл (Пенсільванія), США | Тверде     | Штефанія Боффа    | Одра Коен Гейді Ель Табах                      | 6–2, 6–2             |
| Поразка   | 8 липня 2008      | 25,000 | Вальядолід, Іспанія            | Тверде     | Штефанія Боффа    | Гейді Ель Табах Сторі Твіді-Єйтс               | 2–6, 4–6             |
| Перемога  | 19 березня 2009   | 10,000 | Бат (Англія), Велика Британія  | Тверде (i) | Штефанія Боффа    | Вероніка Хвойкова Катержина Ванькова           | 6–1, 6–1             |
| Перемога  | 7 квітня 2009     | 10,000 | Анталія, Туреччина             | Тверде     | Ганне Скак Єнсен  | Софія Квацабая Августа Цибишева                | 7–6(3), 2–6, [10–7]  |
| Поразка   | 14 липня 2009     | 10,000 | Фрінтон, Велика Британія       | Трава      | Емелін Старр      | Джоселін Рей Джейд Віндлі                      | 3–6, 5–7             |
| Поразка   | 17 березня 2010   | 10,000 | Бат (Англія), Велика Британія  | Тверде (i) | Джейд Кертіс      | Малу Ейдесгаард Катажина Пітер                 | 3–6, 2–6             |
| Перемога  | 21 червня 2010    | 10,000 | Алкобаса, Португалія           | Тверде     | Джейд Віндлі      | Мелані Глорія Даніела Муньос Галлегос          | 6–2, 6–1             |
| Поразка   | 28 липня 2010     | 10,000 | Чизік, Велика Британія         | Тверде     | Джейд Віндлі      | Джоселін Рей Емелін Старр                      | 1–6, 4–6             |
| Перемога  | 3 листопада 2010  | 10,000 | Сандерленд, Велика Британія    | Тверде (i) | Аманда Елліотт    | Тара Мур Франсеска Стівенсон                   | 6–2, 6–3             |
| Перемога  | 19 січня 2011     | 10,000 | Рексем, Велика Британія        | Тверде (i) | Джейд Віндлі      | Ульрікке Ейкері Нікола Джордж                  | 6–1, 6–0             |
| Поразка   | 8 лютого 2011     | 10,000 | Валі-ду-Лобу, Португалія       | Тверде     | Ульрікке Ейкері   | Росіо де ла Торре Санчес Ольга Саес Ларра      | w/o                  |
| Перемога  | 10 травня 2011    | 10,000 | Іракліон, Греція               | Тверде     | Саманта Мюррі     | Аманда Елліотт Ніколь Роттманн                 | 6–3, 6–2             |
| Поразка   | 17 травня 2011    | 10,000 | Ретимно, Греція                | Тверде     | Джейд Віндлі      | Олександра Артамонова Діана Марцинкевич        | 2–6, 3–6             |
| Перемога  | 24 липня 2011     | 25,000 | Рексем, Велика Британія        | Тверде     | Джейд Віндлі      | Мелані Саут Ленка Вєнерова                     | 6–2, 4–6, [10–3]     |
| Перемога  | 10 вересня 2011   | 10,000 | Мадрид, Іспанія                | Тверде     | Джейд Віндлі      | Росіо де ла Торре Санчес Георгіна Гарсія Перес | 1–6, 6–0, [10–8]     |
| Перемога  | 9 січня 2012      | 10,000 | Глазго, Велика Британія        | Тверде (i) | Саманта Маррей    | Александра Вокер Ліза Вайбурн                  | 6–2, 6–3             |
| Перемога  | 27 лютого 2012    | 25,000 | Веллінгтон, Нова Зеландія      | Тверде     | Шанель Сіммондс   | Хан Сон Хі Юріна Косіро                        | 6–3, 6–4             |
| Поразка   | 30 квітня 2012    | 10,000 | Джакарта, Індонезія            | Тверде     | Джейд Віндлі      | Лу Цзясян Лу Цзяцзін                           | 4–6, 4–6             |
| Перемога  | 5 листопада 2012  | 10,000 | Лафборо, Велика Британія       | Тверде (i) | Джейд Віндлі      | Карен Барбат Лара Мішель                       | 6–2, 6–2             |
| Перемога  | 12 листопада 2012 | 10,000 | Едбагстон, Велика Британія     | Тверде (i) | Джейд Віндлі      | Мартіна Кубічикова Шанталь Шкамлова            | 6–2, 6–3             |
| Перемога  | 4 березня 2013    | 10,000 | Саттон, Велика Британія        | Тверде (i) | Джейд Віндлі      | Мартіна Борецька Петра Крейсова                | 4–6, 7–6(7), [12–10] |
| Перемога  | 22 квітня 2013    | 10,000 | Борнмут, Велика Британія       | Ґрунт      | Джейд Віндлі      | Еліне Буйкенс Кароліна Влодарчак               | 6–4, 6–1             |
| Перемога  | 13 травня 2013    | 10,000 | Шарм-еш-Шейх, Єгипет           | Тверде     | Ана Веселинович   | Башак Ерайдин Меліс Сезер                      | 2–6, 6–4, [10–3]     |
| Поразка   | 20 травня 2013    | 10,000 | Шарм-еш-Шейх, Єгипет           | Тверде     | Каміла Керімбаєва | Камілла Розателло Чжу Айвень                   | 4–6, 3–6             |
| Поразка   | 29 липня 2013     | 10,000 | Ноттінгем, Велика Британія     | Тверде     | Данейка Бортвік   | Анна Сміт Мелані Саут                          | 4–6, 2–6             |